# Runcu Mic (okręg Hunedoara)
Runcu Mic – wieś w Rumunii, w okręgu Hunedoara, w gminie Vețel. W 2011 roku liczyła 23 mieszkańców.